# 7581 Юдович
7581 Юдович (7581 Yudovich) — астероїд головного поясу, відкритий 14 листопада 1990 року.
Тіссеранів параметр щодо Юпітера — 3,196.
Названо на честь Віктора Йосиповича Юдовича (1934—2006) — доктора фізико-математичних наук, професора, члена Національного комітету Російської академії наук по теоретичній та прикладній механіці.